# 孟家沟龙泉寺
37°53′58″N 112°56′08″E / 37.89944°N 112.93556°E
孟家沟龙泉寺位于中国山西省寿阳县南燕竹镇孟家沟村，2006年被列为第六批全国重点文物保护单位。
孟家沟龙泉寺始建于明天启年间，依山而建，占地2400平方米，有山门、过殿、碑厅、蓝芾洞、檐窑洞、龙池、晶月亭、古戏台、凌泾塔等建筑，共计窑洞37孔，房间49间。凌泾塔为十三层楼阁式砖塔，高约25米。